# Prostitution au Turkménistan
La prostitution au Turkménistan est illégale mais courante,. La prostitution a augmenté dans le pays depuis l'effondrement de l'Union soviétique. La pauvreté est l'une des raisons pour lesquelles les femmes se sont tournées vers la prostitution, parfois sous la pression des membres de leur famille.
Les prostituées fréquentent les bars, les casinos et les boîtes de nuit, certaines sont accros à l'héroïne,. À Daşoguz, un important relais routier, de nombreux «papillons nocturnes» desservent les camionneurs dans les parcs de camions de nuit.
Des actes de corruption sont constatés. La police cible les étrangers qui sont avec des prostituées, leur disant qu'il est illégal pour deux personnes célibataires de sexe opposé de se trouver dans la même chambre d'hôtel, puis demandent une «amende». Lors de la répression policière, toute femme célibataire dans une boîte de nuit lors d'une descente est susceptible d'être arrêtée en étant désignée comme prostituée.
Le trafic sexuel est un problème au Turkménistan.

## Législation
Article 138. La pratique de la prostitution
La pratique répétée de la prostitution au cours d'une année après l'imposition d'une sanction administrative sera punie d'une amende d'un montant de 40 salaires mensuels moyens ou d'un travail correctif pour une durée maximale de 2 ans, ou d'une privation de liberté pour 2 ans au maximum.
Article 139. Incitation à la prostitution
(1) L'incitation à la prostitution est punie par des travaux de correction pour une durée maximale de 2 ans ou une privation de liberté pour une durée maximale de 2 ans.
(2) Cet acte s'il est accompli:
(a) à plusieurs reprises;
b) Par un groupe de conspirateurs;
c) Par rapport à un mineur;
d) Avec le recours à la violence physique ou la menace de son utilisation;
e) Avec le recours au chantage ou à la tromperie;
est puni d'une privation de liberté d'une durée de 3 à 8 ans.
Article 140. Création ou tenue d'un bordel
(1) La création ou la tenue d'un bordel est punie de la privation de liberté pour une durée maximale de 5 ans, avec ou sans confiscation des biens, avec ou sans l'imposition d'une ordonnance de résidence obligatoire pour une durée comprise entre 2 et 5 ans.
(2) S'ils sont commis de manière répétée, ces actes sont punis d'une privation de liberté d'une durée de 3 à 8 ans, avec ou sans confiscation des biens, avec ou sans imposition d'une ordonnance de résidence obligatoire pour une durée comprise entre 2 et 8 ans. 5 années.
Article 141. Procurer
(1) Le proxénétisme à des fins de débauche ou de prostitution est puni d'une privation de liberté d'une durée maximale de 5 ans, avec ou sans confiscation des biens.
(2) Cet acte, s'il est commis à plusieurs reprises, sera puni d'une privation de liberté d'une durée de 3 à 8 ans, avec ou sans confiscation des biens.
Article 142. Proxénétisme
(1) Le proxénétisme à des fins lucratives, c'est-à-dire employer des prostituées aux fins de leur exploitation sexuelle, sera puni d'une privation de liberté d'une durée de 2 à 5 ans, avec ou sans confiscation des biens.
(2) Cet acte, s'il est commis à plusieurs reprises, sera puni d'une privation de liberté d'une durée de 3 à 8 ans, avec ou sans confiscation des biens.

## Divertissement VIP
Sous la présidence de Saparmyrat Nyýazow, une forme de prostitution d'État a été introduite. De belles lycéennes et étudiantes universitaires ont été envoyées des provinces vers la capitale, Achgabat, pour être formés à «divertir» les hauts fonctionnaires et les personnalités,.
Les étudiantes ont été choisies par des fonctionnaires féminines locales. Elles devaient avoir entre 17 et 20 ans, être grandes, minces et avoir de beaux cheveux et de belles dents. Une fois choisies, il n'y avait pas de refus de «l'honneur»,. Une fois à Achgabat, elles ont été formées à l'étiquette, aux manières polies, à dresser la vaisselle et à servir des plats. Celles qui ne suivaient pas cette formation étaient utilisés pour servir des fonctionnaires de rang inférieur lors de réceptions.

## Trafic sexuel
Le Turkménistan est un pays d'origine pour les femmes et les enfants victimes de trafic sexuel. Les femmes turkmènes sont victimes de trafic sexuel à l'étranger. La Turquie, la Russie et l'Inde sont les destinations les plus fréquentes des victimes turkmènes, suivies par d'autres pays du Moyen-Orient, d'Asie centrale, d'Asie du Sud et d'Europe. Les résidents des zones rurales du Turkménistan sont les plus à risque de devenir des victimes de la traite, tant à l'intérieur du pays qu'à l'étranger.
L'article 129/1 du code pénal, tel que modifié en novembre 2016, définit la traite des personnes comme des actes commis par la force, la fraude ou la coercition, mais il ne semble pas inclure dans sa définition le but du crime, qui est l'exploitation. Il exempte également les victimes de la traite de toute responsabilité pénale pour les actes commis à la suite de la traite. L'article 129/1 prescrit des peines de quatre à 25 ans d'emprisonnement. Les femmes de moins de 35 ans ne sont pas autorisées à se rendre en Turquie ou aux Émirats arabes unis (EAU) en cas de prostitution.
Le Bureau de surveillance et de lutte contre la traite des personnes du département d'État des États-Unis classe le Turkménistan comme un pays de « niveau 3 ».